# My Brave Face
My Brave Face is een nummer van de Britse muzikant Paul McCartney. Het is de eerste single van zijn achtste soloalbum Flowers in the Dirt uit 1989. Op 8 mei dat jaar werd het nummer op single uitgebracht.

## Achtergrond
Het nummer gaat over een man die zich eenzaam voelt nadat zijn vrouw hem verliet. "My Brave Face" werd een hit in Europa en Noord-Amerika. In het Verenigd Koninkrijk haalde het de 18e positie. In de Nederlandse Top 40 haalde het de 12e positie, en in de Vlaamse Radio 2 Top 30 de 15e.